# سبكتروم (صاروخ)
سبكتروم (بالإنجليزية: Spectrum)‏ مركبة إطلاق تطورها شركة الفضاء البافارية إزار إيروسبيس. تتكون من مرحلتين بمحركات سائلة ومخصصة للاستخدام في إطلاق الأقمار الاصطناعية الصغيرة. مع حمولة قصوى تبلغ طنًا واحدًا، فهي واحدة من مركبات الإطلاق "الخفيفة" أو الصغيرة. كان الإطلاق الأول لصاروخ سبكتروم في 30 مارس 2025، من مركز أندويا الفضائي النرويجي.

## الهيكل والبيانات
يتكون سبكتروم من مرحلتين مصنوعتين من البلاستيك المقوى بألياف الكربون. طوله 28 مترًا ويبلغ قطره مترين. صُمم الصاروخ لحمل ما يصل إلى 1000 كجم إلى مدار أرضي منخفض و700 كجم في مدارات متزامنة مع الشمس. يقدَّم نوعان مختلفان من أحجام أغطية الحمولة للصاروخ.
المرحلة الأولى من الصاروخ تعمل بواسطة تسعة محركات سائلة تسمى «أكويلا» Aquila بإجمالي قوة دفع 675 كيلو نيوتن. من المفترض أن يكون لديه القدرة على إيقاف تشغيل المحرك، مما يعني أنه في حالة فشل أحد المحركات، لن يتعرض هدف المهمة للخطر. في المرحلة الثانية، نسخة فراغية من المحرك بقوة 94 كيلو نيوتن وقدرة على الاشتعال المتعدد. ويمكِّن هذا المحرك من المناورات المدارية المعقدة، على سبيل المثال وضع العديد من الأقمار الصناعية في مدارات مختلفة. تُشغل المحركات باستخدام غاز البروبان والأكسجين السائل. وفقًا لمعلومات الشركة المصنعة، تعمل المحركات بمبدأ عملية مولد الغاز.

## التطوير والاختبار
يطور صاروخ سبكتروم ويصنع (اعتبارًا من مارس 2025) في المقر الرئيسي لشركة Isar Aerospace في أوتوبرون، بافاريا العليا. خُطط في البداية لإجراء أول رحلة تجريبية في عام 2021، ثم في عام 2022 و2023. وبحسب الشركة المصنعة، أُجريت 124 تجربة تشغيل لمحرك Aquila في الفترة من مارس 2022 إلى مارس 2023 في موقع إطلاق الصواريخ السويدي إسرانج. في نوفمبر 2023، دخلت مكونات الصاروخ سبكتروم الأول مرحلة الإنتاج.
في فبراير 2025، أعلنت شركة Isar Aerospace أن الصاروخ أصبح جاهزًا لرحلته الأولى من مركز أندويا الفضائي بعد اختبارات تشغيل ناجحة للمرحلتين. منح تصريح الإقلاع في 17 مارس 2025 من قبل هيئة الطيران المدني النرويجية. حملت الرحلة الأولى مسمى "Going Full Spectrum". وكان من المقرر إجراء محاولة الإطلاق الأولى في 24 من الشهر الجاري.  وكان من المقرر إطلاق الصاروخ في مارس/آذار 2025، لكن أُلغي الإطلاق بسبب الرياح القوية بينما كان الصاروخ محملًا بالكامل بالوقود وعلى منصة الإطلاق. وفي المحاولة الثانية في 30 مارس/آذار 2025، انطلق الصاروخ وسقط بعد حوالي 20 ثانية. خرج الصاروخ عن السيطرة مستديرًا، وتحطم منفجرًا في البحر بجوار موقع الإطلاق.

## مواقع الإطلاق
جرى النقاش حول مواقع الإطلاق المحتملة للصاروخ في النرويج والسويد كموقعين لإطلاق المركبة. توصلت شركة إزار إيروسبيس إلى اتفاقيات ملموسة بشأن عمليات الإطلاق المحتملة مع مشغلي مركز الفضاء الأوروبي في جويانا وميناء فضائي مخطط له في موقع إطلاق الصواريخ النرويجي في مركز أندويا الفضائي. افتُتح ميناء أندويا الفضائي "رسميًا" في نوفمبر 2023 بحضور ولي العهد النرويجي هاكون، على الرغم من عدم اكتمال موقع الإطلاق المداري بعد.